# Heinlaid
Heinlaid est une île inhabitée du golfe de Riga appartenant à l'Estonie. Elle est située au sud-est de l'île de Hiiumaa à environ cinq kilomètres du port de Heltermaa.

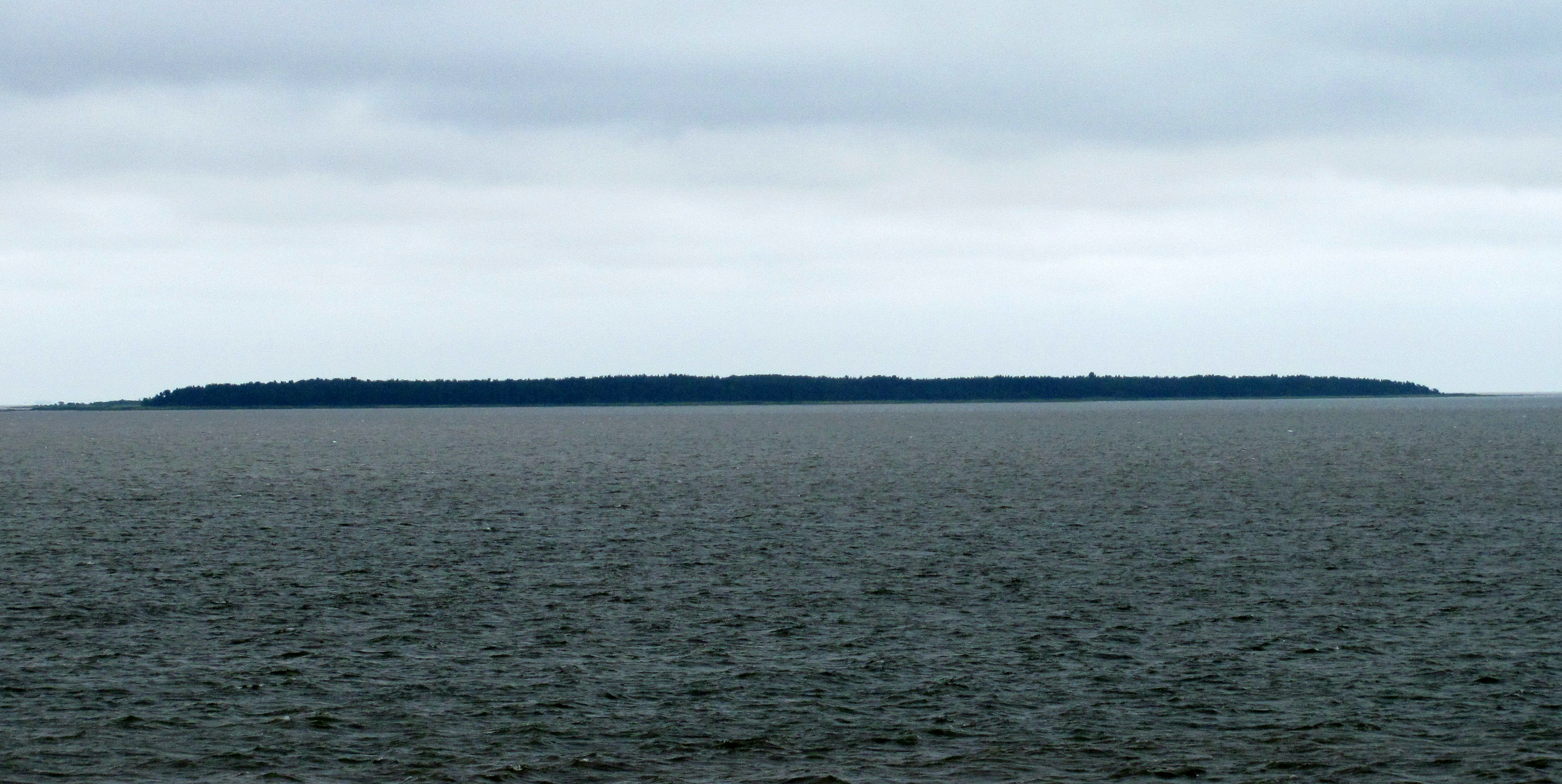
Heinlaid vue du port de Heltermaa.